# Boskoops Glorie

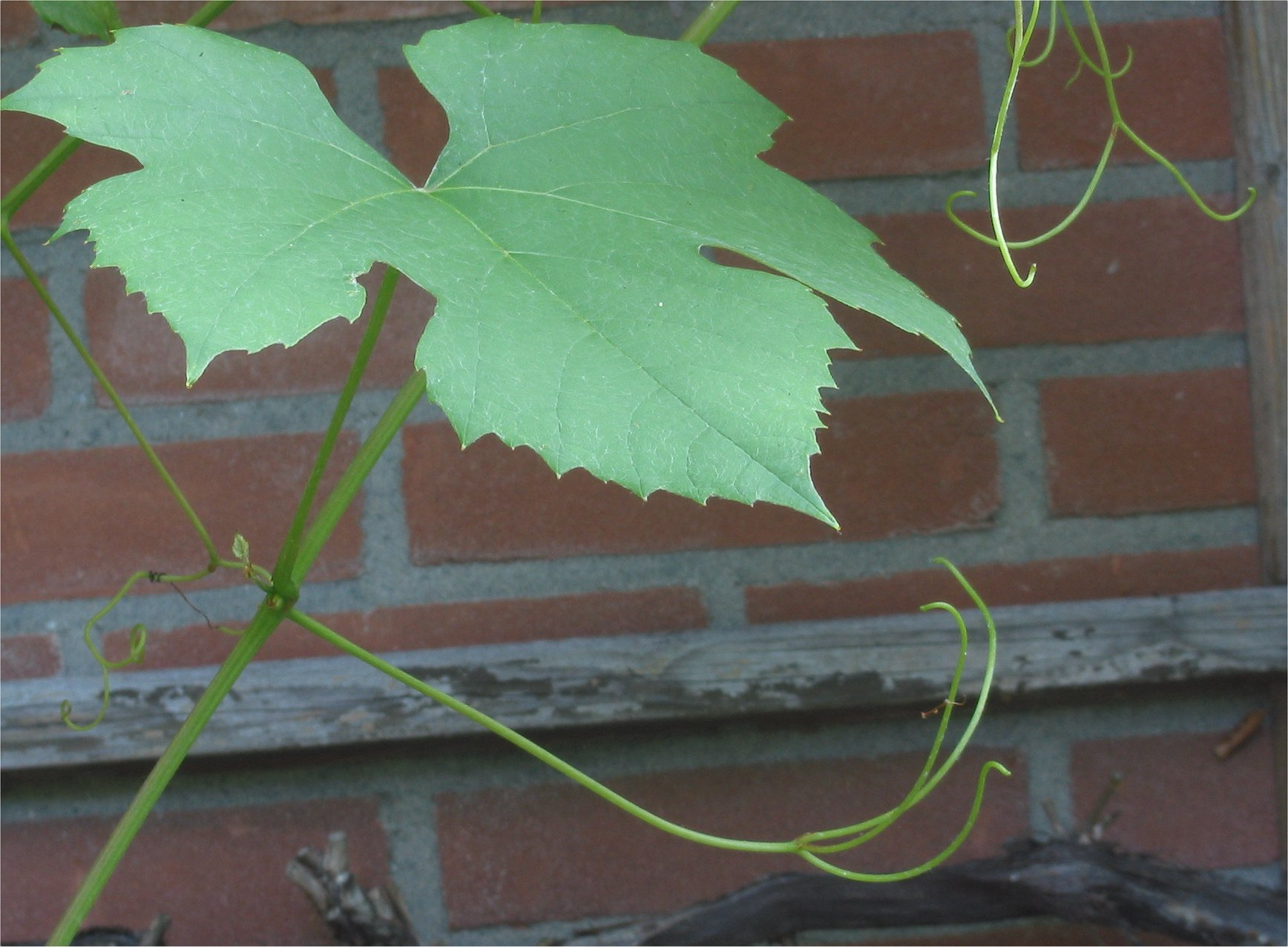
Blatt der Rebsorte Boskoops Glorie

Boskoops Glorie ist eine niederländische, sehr widerstandsfähige Rotweinsorte, die von der amerikanischen Wildrebe Vitis labrusca abstammen soll. Bei Boskoops Glorie handelt es sich um eine Pflanze, die in den 1950er Jahren in einem Versuchsfeld bei Wageningen mit amerikanischen Reben stand. Man geht daher davon aus, dass es sich um eine spontane Kreuzung zweier noch unbekannter Sorten handelt. Diese Sorte ist normalerweise Ende August bzw. Anfang September reif und beständig gegen Pilzkrankheiten und Frost. Ihr Geschmack ist sehr aromatisch süß und saftig. Gerard van Tol aus Boskoop kümmerte sich um die Vermarktung der Sorte, die seither in den Niederlanden zur populärsten häuslichen Tafeltraube wurde. Seit 1979 wurde die Sorte durch Günther Pfeiffer populär, der sie als hochwertige Sorte in diversen Gartenbeiträgen angepriesen hat. Verbreitung in Deutschland hat sie vorwiegend in Nordrhein-Westfalen für den Liebhaberanbau.

## Ampelographische Sortenmerkmale
In der Ampelographie wird der Habitus folgendermaßen beschrieben:
- Die walzenförmige Traube ist mittelgroß, geflügelt und lockerbeerig. Die rundlichen Beeren sind mittelgroß und von bläulich-schwarzer Farbe. Die Beeren sind saftig und haben einen leichten Fox-Ton.

## Synonyme
Die Rebsorte Boskoops Glorie ist auch unter den Namen Boskoop blau, Boskoop Glory, Boskoop's Glory, Gloire de Boskoop, Glorie de Boskoop und Glorie van Boskoop bekannt.